# Turó de les Ofrenes
El Turó de les Ofrenes és una muntanya de 555 metres que es troba al municipi de Sant Ferriol, a la comarca catalana de la Garrotxa.